# ناوشکن تیپ ۴۲
ناوشکن تیپ ۴۲ (به انگلیسی: Type 42 destroyer) یک کشتی است که طول آن Batch 1 & 2: 119.5 m (392 ft) waterline, می‌باشد.